# Quaternionische Kähler-Mannigfaltigkeit
In der Mathematik sind quaternionische Kähler-Mannigfaltigkeiten ein Forschungsgebiet der Differentialgeometrie.

## Definition
Eine zusammenhängende, orientierbare Riemannsche Mannigfaltigkeit der Dimension {\displaystyle 4n} ist eine quaternionische Kähler-Mannigfaltigkeit, wenn ihre Holonomiegruppe in {\displaystyle \operatorname {Sp} (n)\operatorname {Sp} (1)} enthalten ist. Im Fall {\displaystyle n=1} verlangt man zusätzlich noch, dass es sich um eine selbstduale Einstein-Mannigfaltigkeit handelt. 
Hierbei bezeichnet {\displaystyle \operatorname {Sp} (n)} die (kompakte) symplektische Gruppe und {\displaystyle \operatorname {Sp} (n)\operatorname {Sp} (1)} wirkt auf {\displaystyle \mathbb {H} ^{n}=\mathbb {R} ^{4n}} durch Linksmultiplikation von {\displaystyle \operatorname {Sp} (n)} und Rechtsmultiplikation (als Diagonalmatrizen) von {\displaystyle \operatorname {Sp} (1)}, wodurch {\displaystyle \operatorname {Sp} (n)\operatorname {Sp} (1)} als Untergruppe von {\displaystyle \operatorname {GL} (4n,\mathbb {R} )} aufgefasst wird.
Eine quaternionische Kähler-Mannigfaltigkeit heißt positiv bzw. negativ, wenn die Riemannsche Metrik vollständig ist und positive bzw. negative Skalarkrümmung hat.

## Eigenschaften
- Eine quaternionische Kähler-Mannigfaltigkeit ist genau dann hyperkähler, wenn ihre Skalarkrümmung verschwindet.

- Jede positive quaternionische Kähler-Mannigfaltigkeit ist kompakt und einfach zusammenhängend.

- Die einzige quaternionische Kähler-Mannigfaltigkeit mit positiver Schnittkrümmung ist der quaternionische projektive Raum.

Alle bekannten Beispiele positiver quaternionischer Kähler-Mannigfaltigkeiten sind Wolf-Räume; Die LeBrun-Salamon-Vermutung besagt, dass alle positiven quaternionischen Kähler-Mannigfaltigkeiten symmetrische Räume und damit (nach der Klassifikation symmetrischer Räume) insbesondere Wolf-Räume sind. (Für n=1 wurde die Vermutung von Hitchin und für n=2 von Poon-Salamon bewiesen.)

## Twistorraum
Zu jeder quaternionischen Kähler-Mannigfaltigkeit assoziiert man einen sogenannten „Twistorraum“ wie folgt.
{\displaystyle \operatorname {Sp} (n)\operatorname {Sp} (1)} wird von {\displaystyle \operatorname {Sp} (n)\times \operatorname {Sp} (1)} zweifach überlagert und lokal lässt sich das {\displaystyle \operatorname {Sp} (n)\operatorname {Sp} (1)}-Bündel zu einem {\displaystyle \operatorname {Sp} (n)\times \operatorname {Sp} (1)}-Bündel heben. Die {\displaystyle \operatorname {Sp} (1)}-Wirkung auf {\displaystyle \mathbb {H} ^{1}=\mathbb {C} ^{2}} kann man dann benutzen, um lokal ein assoziiertes quaternionisches Linienbündel {\displaystyle H} zu definieren. Auch wenn dieses nicht global definiert sein muss, ist jedenfalls seine komplexe Projektivisierung global definiert und man erhält ein Bündel
{\displaystyle \mathbb {C} P^{1}\to P_{\mathbb {C} }(H)\to M}.
Der Raum {\displaystyle Z:=P_{\mathbb {C} }(H)} wird als Twistorraum der quaternionischen Kählermannigfaltigkeit {\displaystyle M} bezeichnet.
Beispiel: Der Twistorraum des quaternionischen projektiven Raumes {\displaystyle \mathbb {H} P^{n}} ist der komplexe projektive Raum {\displaystyle \mathbb {C} P^{2n+1}} und das Bündel
{\displaystyle \mathbb {C} P^{1}\to \mathbb {C} P^{2n+1}\to \mathbb {H} P^{n}}
ist die kanonische Projektionsabbildung.
Satz (LeBrun-Salamon): Der Twistorraum einer positiven quaternionischen Kähler-Mannigfaltigkeit ist eine Fano-Kontaktmannigfaltigkeit, außerdem kompakt, einfach zusammenhängend, Kählersch und Einsteinsch.
Weiterhin ist eine positive quaternionische Kähler-Mannigfaltigkeit genau dann ein symmetrischer Raum, wenn ihr Twistorraum ein (unter biholomorphen Abbildungen) homogener Raum ist.